# Kwas foliowy
Kwas foliowy (folacyna, witamina B9) – organiczny związek chemiczny z grupy witamin B. Nazwa pochodzi od łacińskiego słowa folium, oznaczającego liść.
W organizmie człowieka jest syntezowany przez bakterie jelitowe, a jego biologicznie aktywną formą jest kwas lewomefoliowy (5-MTHF).

## Występowanie
Występuje w żywności w postaci folianów (soli kwasu foliowego), dlatego często termin witamina B9 utożsamia się z całą grupą związków (ustalono, że może istnieć teoretycznie około 150 rozmaitych form kwasu foliowego; w przyrodzie jest ich około 20).
Znajduje się w warzywach liściowych, głównie w szpinaku, ale także w sałacie, kapuście, brokule, szparagu, kalafiorze, brukselce, oraz w mniejszych ilościach w pomidorach, grochu, fasoli, soczewicy, soi, buraku, słoneczniku, orzechach, drożdżach piwowarskich, wątrobie, żółtku jaja, pszenicy, pomarańczach, bananach i awokado.
W wielu krajach (nie w Polsce) kwasem foliowym wzbogaca się chleb.

## Rola w organizmie
Kwas foliowy reguluje wzrost i funkcjonowanie komórek; wpływa dodatnio na układ nerwowy i mózg, decyduje o dobrym samopoczuciu psychicznym; zapobiega uszkodzeniom cewy nerwowej u płodu, ma pozytywny wpływ na wagę i rozwój noworodków; bierze udział w zachowaniu materiału genetycznego i przekazywaniu cech dziedzicznych komórek, reguluje ich podział; usprawnia funkcjonowanie układu pokarmowego, uczestniczy w tworzeniu soku żołądkowego, zapewnia sprawne działanie wątroby, żołądka i jelit; jest czynnikiem antyanemicznym, pobudza procesy krwiotwórcze, czyli powstawanie czerwonych krwinek; chroni organizm przed nowotworami (szczególnie rakiem macicy).
W celu oceny spożycia folianów z różnych źródeł FAO i WHO wprowadziły pojęcie równoważnika folianów (DFE, ang. dietary folate equivalents). Przyjmuje się, że 1 μg syntetycznego kwasu foliowego, obecnego w spożytej żywności wzbogaconej, dostarcza 1,7 μg równoważnika folianów, a w formie suplementu diety pobranego na czczo – 2 μg równoważnika folianów.

## Skutki niedoboru i profilaktyka
- zahamowanie wzrostu i odbudowy komórek w organizmie,
- mała ilość czerwonych ciałek we krwi, tak zwana niedokrwistość megaloblastyczna (makrocytowa)[6],
- uczucie przemęczenia i kłopoty z koncentracją,
- stany niepokoju, lęku, depresja, drażliwość,
- bezsenność, roztargnienie, problemy z pamięcią,
- zaburzenia w trawieniu i we wchłanianiu składników odżywczych, biegunka, zmniejszony apetyt, obniżona masa ciała[6],
- stany zapalne języka oraz błony śluzowej warg, bóle głowy, kołatanie serca, przedwczesna siwizna,
- u dzieci i młodzieży zahamowanie wzrostu.

Prawidłowa podaż kwasu foliowego jest istotna u kobiet w ciąży, między innymi redukuje prawdopodobieństwo wystąpienia rozszczepu kręgosłupa u płodu – poważnej wady rozwojowej mogącej powstać około trzeciego tygodnia ciąży.
W celu profilaktyki wad cewy nerwowej u płodu zaleca się przyjmowanie 0,4 mg kwasu foliowego dziennie, przez okres – począwszy co najmniej miesiąc przed planowanym zapłodnieniem, aż do 12 tygodnia ciąży. W praktyce, ze względu na duży odsetek ciąż nieplanowanych, zaleca się, aby wszystkie kobiety w wieku rozrodczym, przyjmowały stale doustną suplementację kwasu foliowego w dawce 0,4 mg. U kobiet, które urodziły już jedno dziecko z wadą cewy nerwowej, zaleca się profilaktykę dawką 5 mg kwasu foliowego na dobę.

## Skutki nadmiaru
Zwiększone dawki kwasu foliowego mogą powodować: bezsenność, rozdrażnienie, depresję, zaburzenia żołądkowo-jelitowe, skórne reakcje alergiczne (wysypka, zaczerwienienie, swędzenie), w rzadkich przypadkach skurcz oskrzeli. Ponadto nadmiar kwasu foliowego w czasie ciąży zwiększa ryzyko zachorowania przez dziecko na astmę.

## Wchłanianie przez organizm
Czynnikami polepszającymi wchłanianie są witaminy B, witamina B6, witamina B12, kwas para-aminobenzoesowy, witamina H, witamina C.
Pogarsza wchłanianie: światło, alkohol, wysoka temperatura oraz środki antykoncepcyjne.